# Dicranota subconsors
Dicranota (Rhaphidolabis) subconsors là một loài ruồi trong họ Pediciidae. Chúng phân bố ở vùng sinh thái Palearctic.